# سیویکوس
سیویکوس (اسپانیایی: Cevicos‎) یک شهرک و شهرداری در جمهوری دومینیکن است که در استان سانچز رامیرس واقع شده‌است. 
سیویکوس ۳۰۵٫۶۴ کیلومتر مربع مساحت و ۱۲٬۵۸۹ نفر جمعیت دارد.